# تشيلسي موسم 2013–14
كان موسم 2013–14 هو الموسم التنافسي الـ100 لنادي تشيلسي لكرة القدم، والموسم الخامس والعشرون على التوالي في كرة القدم الإنجليزية، والموسم الثاني والعشرون على التوالي في الدوري الإنجليزي الممتاز ، والعام الـ108 منذ وجود النادي كنادي كرة قدم. بالإضافة إلى الدوري المحلي، شارك تشيلسي في دوري أبطال أوروبا هذا الموسم، بعد أن تأهل مباشرة إلى مرحلة المجموعات بحكم حصوله على المركز الثالث في الدوري الإنجليزي الممتاز 2012–13. وفي نهاية المطاف وصل إلى الدور نصف النهائي، وخسر هناك أمام أتلتيكو مدريد. احتل تشيلسي المركز الثالث في الدوري الإنجليزي الممتاز للموسم الثاني على التوالي، وبالتالي تأهل مرة أخرى إلى مرحلة المجموعات في دوري أبطال أوروبا. أنهى تشيلسي موسم 2013–14 بدون أي لقب، وهو الأول منذ موسم 2010–11 ومع ذلك، كان أداءهم في الدوري هو الأفضل منذ موسم 2009–10، حيث حصد الفريق 82 نقطة.